# Binsboumbou
Binsboumbou est une commune rurale située dans le département de Toécé de la province du Bazèga dans la région du Centre-Sud au Burkina Faso.

## Géographie
Binsboumbou est situé à 3 kilomètres à l'Est de la route nationale 5 et à 5 km au Nord-Est de Toécé.

## Santé et éducation
Le centre de soins le plus proche de Binsboumbou est le centre de santé et de promotion sociale (CSPS) de Toécé.